# فلو أيريس
فلو أيريس (بالإنجليزية: Flo Ayres)‏ هي إذاعية وممثلة أمريكية، ولدت في 12 يوليو 1923.

## وصلات خارجية
- فلو أيريس على موقع IMDb (الإنجليزية)